# Tornadă

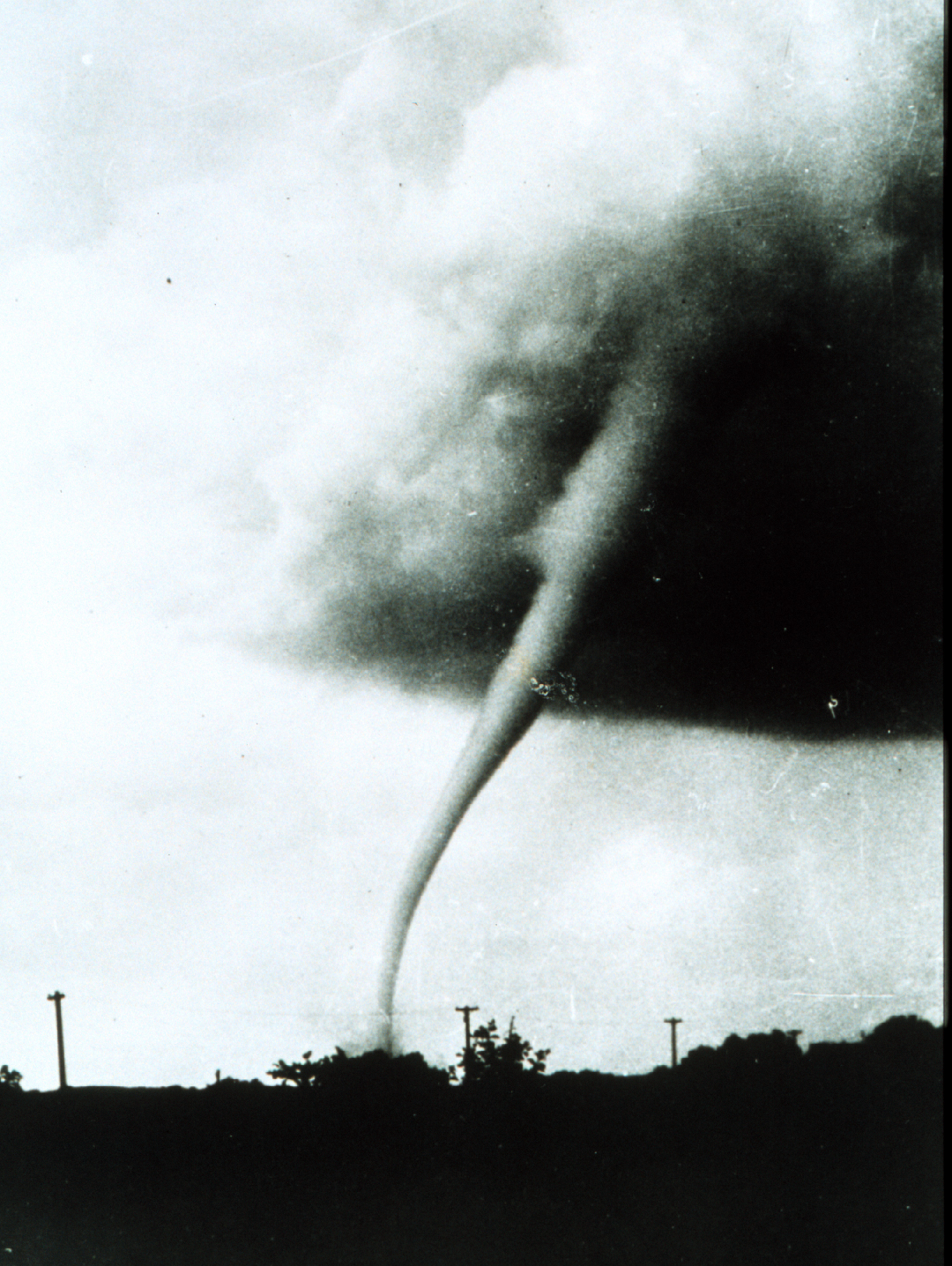
Tornadă, 1949 in Kansas (USA)

O tornadă sau tornado (din spaniolă tornar = a se întoarce; tornear = răsucire), sau și trombă puternică, este un vânt foarte puternic ce acționează pe un areal redus sub formă de vârtej de aer, fiind frecvent pe teritoriul Americii de Nord unde mai e numit și twister.
Vântul se rotește în atmosferă pe o axă verticală, fiind în corelație cu mișcările de convecție a aerului; este însoțit de nori negri de furtună (cumulus și cumulonimbus). Tromba vârtejului de aer se înalță de la suprafața pământului până la nivelul norilor, această definiție a lui Alfred Wegener (1917) fiind valabilă și azi.

## Formare

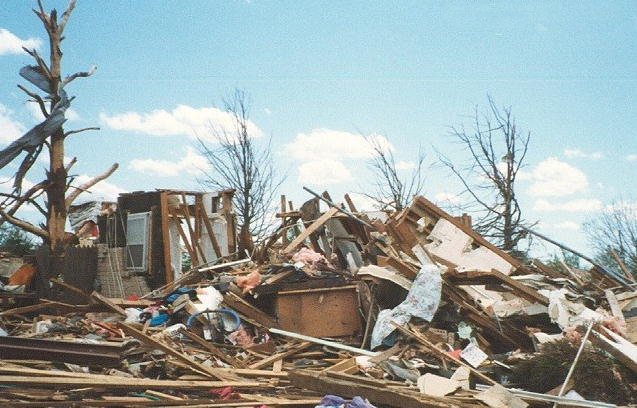
Distrugerile unui Tornado-F3-(scara Fujita)

Procesul de formare al tornadei este complex, fiind azi încă în fază de cercetare. Vântul ia naștere când sunt îndeplinite anumite condiții climaterice.
 Tornadele sunt legate de anumite zone geografice și perioade ale anului. În Evul Mediu, ele erau considerate ca fiind „duhuri rele”.

### Condiții de bază

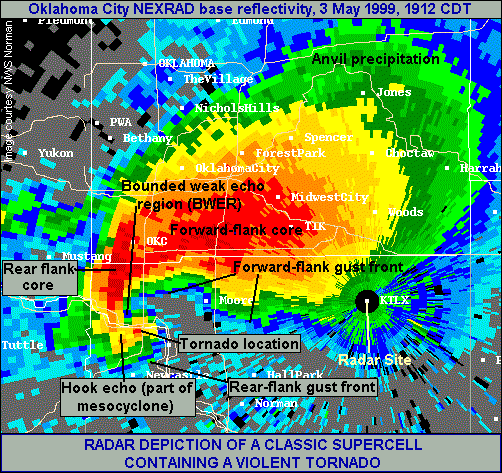
Imagine tipică a unei tornade detectată prin radar (Superzelle), aici se poate vedea cea mai puternică tornadă cu intensitatea (F5) care a acționat în Oklahoma Tornado Outbreak în 1999

Tornadele se formează atunci când o cantitate imensă de aer  cald (ciclon) urcă și aerul rece (anticiclon) coboară; prin deplasare se formează o pâlnie.
- Convecția umedă este una din condiții, sub acțiunea acțiunii solare, și o sursă de energie fiind vaporii din atmosferă
- O anumită condiție atmosferică „teobila” care admite urcarea rapidă a aerului supraîncălzit, care suferă în straturile superioare de aer o răcire rapidă
- Un rol important îl joacă situația în care se află fronturile vecine de aer, paralel cu o convecție umedă unde răcirea se produce latent, are loc și o convecție uscată, această confruntare dintre cele două fronturi favorizează formarea trombelor de vânt, care la început au o intensitate mică dar pot să crească la intensitatea unei tornade, care poate să dureze de la câteva secunde până la câteva ore.
Până acum s-a măsurat la tornada din Oklahoma la data de 3 mai 1999 la Bridge Creek, o intensitate de 496 ± 33 km/h, care pe scara Fujita corespunde gradului F-5.
- Aceste vânturi „bântuie” mai frecvent vara timpuriu. Un rol important îl are și temperatura apei, deasupra oceanului formându-se o maximă care deasupra uscatului seara sau dimineața devreme se poate amplifica la intensitatea unei tornade.
Aceste furtuni se formează în regiunile subtropicale până în zonele cu climă temperată cu o frecvență mare în partea centrală a SUA și coasta Golfului Mexic.
La fel apar în Argentina, Europa de est, Africa de Sud, Bengal, Japonia și insulele ce aparțin de Marea Britanie.

### Limba germană
- Tornadoklimatologie für Deutschland (TorDACH)
- Tornadoliste Deutschland: Beschreibungen ausgewählter Ereignisse mit umfangreicher Linksammlung
- Skywarn Deutschland e.V.
- Skywarn AUSTRIA
- Skywarn Schweiz Arhivat în 16 ianuarie 2016, la Wayback Machine.
- unwetterstatistik.at - Statistiken, Analysen und Berichte zu Extremwetterereignissen in Österreich

### Europa
- European Severe Storms virtual Laboratory (ESSL) (englisch)
- European Severe Weather Database (ESWD) (englisch)
- The Tornado and Storm Research Organisation (TORRO) (englisch)

### SUA
- NSSL: National Severe Storm Laboratory, USA (englisch)
- What is a Tornado? Essay von Charles A. Doswell, Cooperative Institute for Mesoscale Meteorological Studies, Norman (OK), USA (englisch)
- Was ist ein Tornado? Die deutsche Übersetzung des Doswell-Artikels von Felix Welzenbach Arhivat în 14 iunie 2006, la Wayback Machine.
- Abbildungen von Tornados (englisch)